# غالب بن علي
الإمام غالب بن علي الهنائي (1912 - 2009) هو غالب بن علي بن هلال بن زاهر بن سعيد الهُنائي نسبة إلى هُناءة بن مالك بن فهم الأزدي. ولد عام 1330 هجريًا في بلاد سيت ( تتبع ولاية بهلاء إدارياً ) من أعيان ولاية الحمراء العمانية. وهو آخر إمام عماني منتخب بويع بالإمامة يوم الاثنين 29 من شهر شعبان سنة 1373هـ الموافق 2 أيار 1954م بالاستخلاف من الإمام الذي قبله وهو الإمام محمد بن عبد الله بن سعيد الخليلي، ما لبثت قوات الاحتلال البريطاني أن اجتاحت عمان الداخلية فاندلعت حرب عنيفة معها في صيف عام 1957م عُرفت بثورة الجبل الأخضر انتهت بخروج الإمام وقادة الثورة إلى خارج عُمان، إلا أن العمليات الثورية للمجاهدين العمانيين استمرت حتى بداية السبعينات.
رفض الإمام غالب العودة إلى عُمان بعد حكم السلطان قابوس بن سعيد وعاش في الدمام بالمملكة العربية السعودية والتي أسس فيها حكومة منفى كانت تروج لقضية عمان في محافل العالم السياسية وتطلب الدعم العربي والعالمي للثوار العمانيين.
توفي الإمام في ثالث أيام عيد الأضحى 12 ذو الحجة 1430 هـ، الموافق 29 نوفمبر 2009م.